# 凡尔赛游行

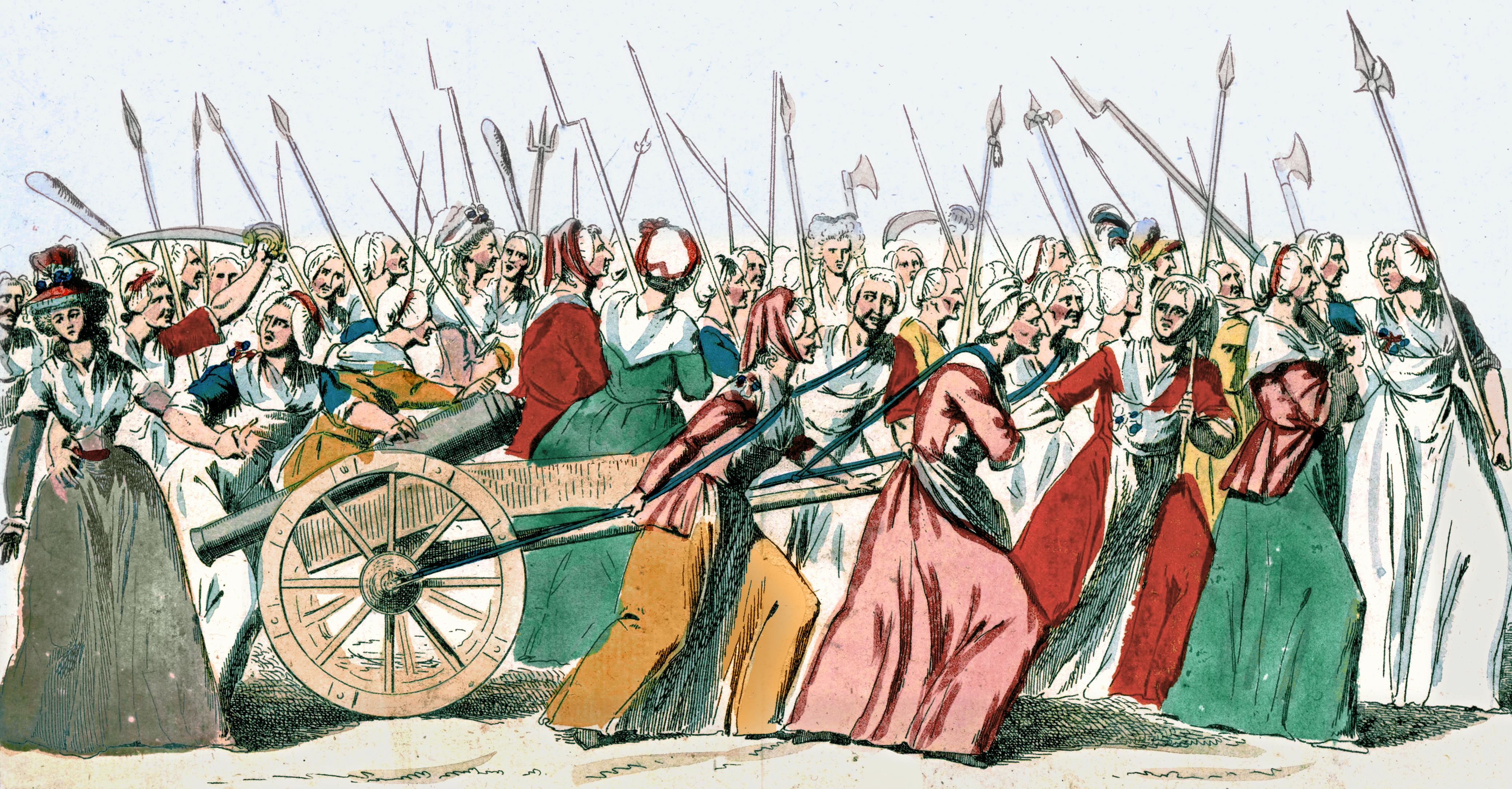
一副描绘1789年10月5日凡尔赛妇女大游行的插画

凡尔赛游行（法語：Journées révolutionnaires des 5 et 6 octobre 1789，直译为1789年10月5日及6日革命日），有时候又称十月游行、 十月事件或凡尔赛游行，是法国大革命最早及最重要的事件之一。1789年10月5日，游行从巴黎集贸市场的妇女中开始，她们不堪忍受哄抬的物价及面包的短缺。集会很快演变成寻求自由主义政治改革及法国君主立宪制的革命活动。市场妇女与她们的各种同盟人数增长到数以千计，在革命鼓吹者的鼓励下，她们洗劫了城市军械库，并向位于凡尔赛的皇宫游行。群众包围了王宫，通过一系列戏剧性的暴力对抗，她们成功的将要求推到国王路易十六面前。第二天，她们迫使国王、王室及国民制宪议会同她们一起返回巴黎。
这个事件有力的终结了国王的专制权威。游行标志着一种新的自由力量和权力均衡的形成，法国贵族享有特权的传统遭到破坏，被称为第三等级的普通国民则受惠于此。凡尔赛游行是法国大革命各种事件中汇聚人数最多的，证明了这是革命的决定性时刻和新生的民众自由意识的力量。

## 背景

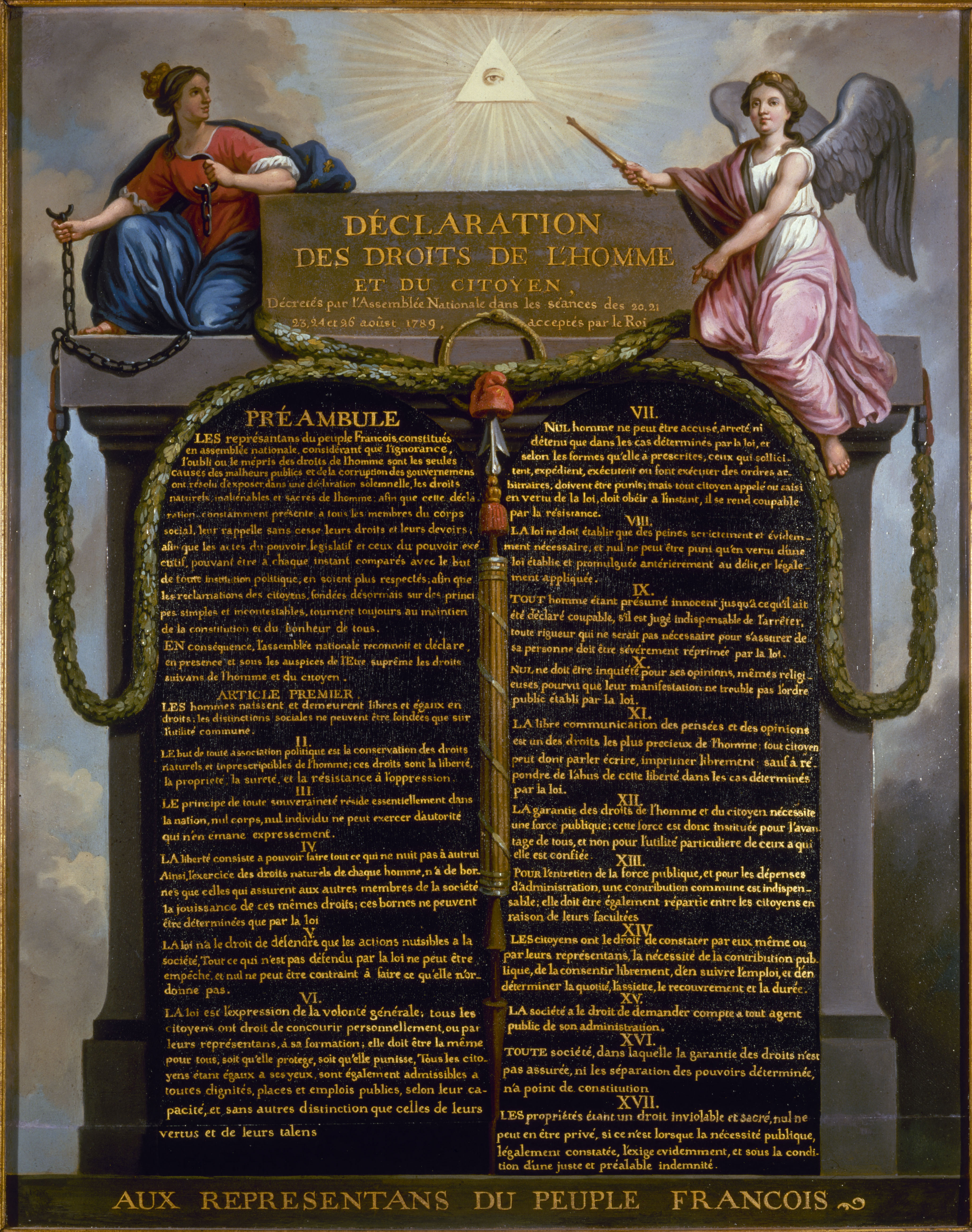
1789年法国国民议会以革命法令形式通过人权和公民权宣言使革命达到最高潮

当十月事件a爆发时，波澜壮阔的法国大革命十年，即1789年–1799年，才刚刚拉开序幕。革命的暴力能量还未被充分认识到。不到三个月前，巴黎人民攻占巴士底狱，武装叛乱的浪漫观点迷惑了公众的想象力。受此影响的新兴力量，普通的法国市民——特别是那些居于首都巴黎的民众——激发了参与政治及政府的新的愿望。他们当中最贫困的人几乎仅关心食物问题：多数工人花费近半收入用于面包。攻占巴士底狱后，巴黎物价通胀及严峻的供应短缺成为常态，并在本地集贸市场上引发各种暴力事件。
国王的宫廷和国民制宪议会的代表都舒舒服服的住在凡尔赛的皇家宫殿裡，在那里他们对法国政治系统发号施令。在攻占巴士底狱几周后，改革派代表设法通过了扫除困难的法令，包括革命性的八月法令（正式废除了多数的贵族及教士特权）及人权和公民权宣言。 现在他们的注意力转移到制定一部永久的宪法，君主主义者和所有程度的保守派迄今也无法抵抗改革派的冲击，但是到了九月，他们的立场开始发生改变，尽管是很轻微的。在立宪谈判中，他们能确保国王的立法否决权。许多改革者对此感到骇然，而谈判在争论中显得波折重重。
宁静的凡尔赛，象征着皇室的权力，对改革者来说是一个令人窒息的环境。他们的大本营在巴黎。这个熙熙攘攘的大都市在西北方向不到21（13英里），步行可达。改革派代表发现四百或者更多的保皇派正在努力将议会转移到遥远的图尔的王宫中，那是一个比凡尔赛更不友善的地方。更糟糕的是，许多人害怕国王倚仗日益增多的皇家军队可能会解散议会，或者至少否认八月法令。而国王也确实考虑过这么做，在9月18日他发布了一个正式的声明他仅认可法令的一部分，代表被激怒了。更加火上浇油的是，国王在10月4日声称他对人权和公民权宣言持保留意见。

### 早期计划
尽管革命后产生了神话论，但游行不是一个自发的活动。大量要求在凡尔赛大规模游行的事情已经产生；一个在巴黎皇家宫殿间广受欢迎的演说家，圣吕日侯爵，就要求在8月举行游行以清除那些保护国王否决权并蓄意阻挠的代表。尽管他的努力被阻止了，革命分子还是继续保持着去凡尔赛游行迫使国王接受议会法律的想法。皇宫里的演说家提到游行将会有规律的贯穿下个月，这使奥尔良公爵路易·菲利普二世产生持久的疑心。在凡尔赛游行的想法广为流传，甚至在1789年9月5日的《法国信使》上都有篇幅讨论。一种恐慌感在空气中弥漫，许多贵族和外国人逃离了这令人难以忍受的气氛。

### 皇家招待宴会
1789年晚些时候，国王的战争大臣圣牧伯爵弗朗索瓦-埃马纽埃尔·吉尼亚尔指示精英皇家佛兰德斯军团开进凡尔赛。这些佛兰德士兵是想用来扩充王宫中业已存在的瑞士近卫队的力量。瑞士近卫队负责保护皇室及政府成员的个人安全。10月1日，凡尔赛的军官为新来的军队举行了一场欢迎招待会。皇家成员也参加招待会，夜色渐深的时候，士兵的举酒祝辞频频宣誓效忠国王。
奢华的招待宴会无疑是对那些忍受着严重短缺的人的蔑视，但是据《人民之友》及其他煽动性的报章报道招待会完全是饕餮狂欢。最糟糕的是，所有报纸都不无蔑视详细报道了三色帽章被亵渎；醉酒的军官说已经对这个国家的象征留下印记并声称他们只效忠白色帽章的波旁王朝。这些关于皇家招待宴会绘声绘色的流言蜚语激起了民众的极大愤慨。

## 游行的开始

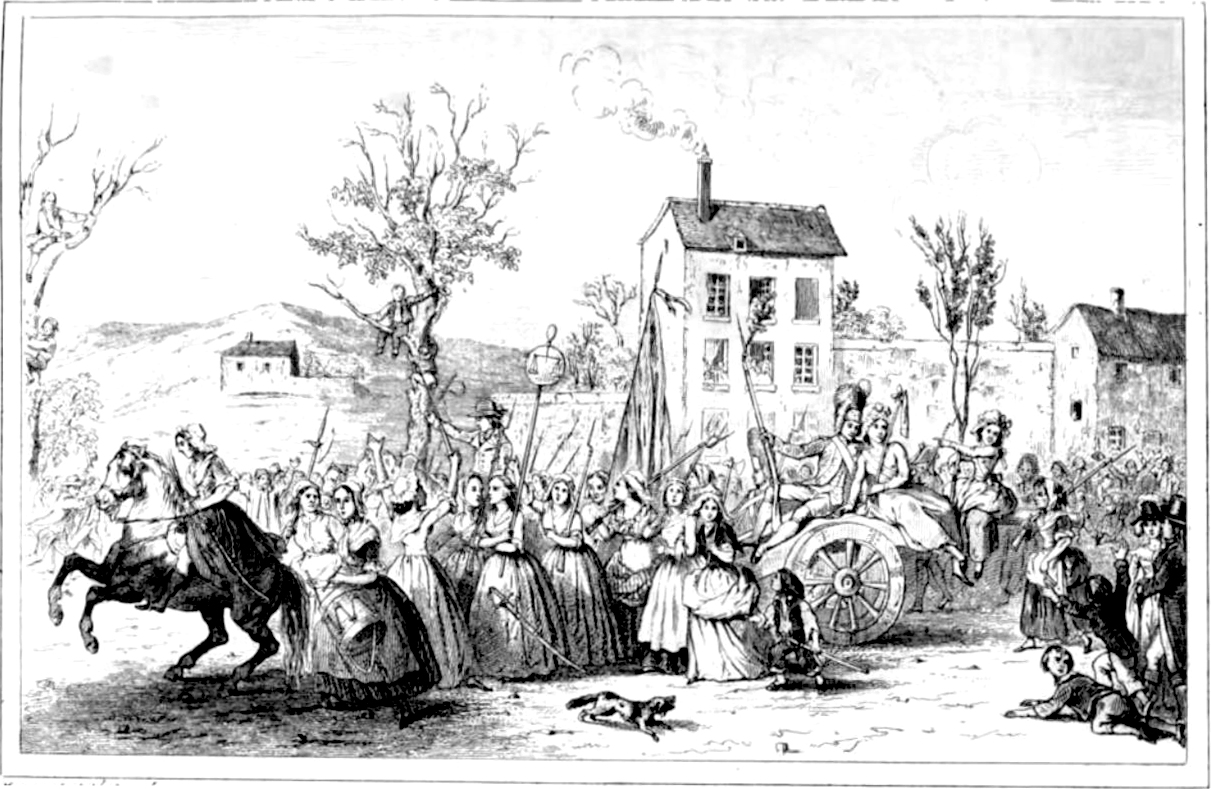
游行妇女在行进在去凡尔赛的路上受到围观者的欢呼（1842年插画）

10月5日清晨，一名年轻的妇女在一群对长期短缺和高价面包感到愤恨的妇女边上敲响了游行鼓声。她们的起点在巴黎东区的市场，称为圣安托万近郊，愤怒的妇女们强迫附近一个教堂敲钟。越来越多的人聚集起来，形成一股焦躁不安的能量，游行开始了。附近市场上更多的妇女加入了进来，许多人手持菜刀或者其他临时的武器，教堂钟塔的警报响彻数个区。在领导者的驱动下，人群到巴黎市政厅（Hôtel de Ville）b聚集，他们不仅要面包，还要武器以维护大众权益随着更多的妇女及男人到达，市政厅外的群众达到六千到七千人，也有可能有一万人。
其中有一人就是无畏的斯坦尼斯劳斯·马亚尔（Stanislaus Maillard），他在攻占巴士底狱中表现突出。他急切的拿起自己的鼓并发出极具感染力的呼声“到凡尔赛去！”（à Versailles!）。马亚尔在市场妇女中是知名人物，人们的欢呼使他非正式的取得了领导地位。尽管不是一个温和的人，c马亚尔还是以人格力量抑止了游行人群的混乱；他营救了市政厅的供给官，又曾跳上灯柱试图保护官方储备。市政厅的储备品及武器被大量涌入的群众拿走，但马亚尔阻止将它们整个烧毁。恰在此时的民众注意转向了凡尔赛，他们重新回到街上。马亚尔代表妇女团队的领导，对行进队伍下达了一个宽松有秩序的命令，引导群众在雨中走出城市，去凡尔赛
当他们离开后，成千的国民自卫军士兵被召集到巴黎市政厅广场。他们在巴黎的总司令拉法耶特侯爵沮丧的发现，他的士兵大多数赞同游行，并在革命者的影响下不断加入其中。虽然拉法耶特侯爵是法国最伟大的军事家，但他也无法阻止他的军队的革命思维，为了自由和人权，军人们开始威胁要开小差。巴黎市政府命令拉法耶特引导他们的行动，而不是成为无政府的“暴民”；他们还指示他要求国王自如的返回巴黎以满足群众。拉法耶特派一名骑师加急驶往凡尔赛报信，说估计他的士兵可能会哗变。他也清楚的知道许多士兵公开说如果他不领导他们游行或者阻止他们就会杀死他。下午四点，一万五千人的士兵和数千晚到的市民前往凡尔赛。拉法耶特不情愿的领导着纵队，希望能保护躲起来的国王和所谓的公共秩序。

## 游行目标
市场妇女的饥饿及绝望是这场游行最初的动力，但是搜索面包不久就发展出更多的要求。市政厅已经对愤怒的市民开放了它那富余的仓库，但是人们仍不罢休，他们不是只要一顿饭而是要求保证食物能再次丰富及廉价。饥荒对第三等级的下层人民来说是真正永久挥之不去的恐惧，考虑到贵族的贪污并企图制造通货膨胀和饥荒，这广为流传，人们都此深信不疑。
同时，在游行者中达成了一般共识，即他们要惩罚胆敢冒犯的佛兰德斯军团及皇家瑞士近卫队。在引起游行的那场招待宴会被归结为政治因素之前，两者作为外国雇佣兵就已被广泛嫌恶。藏于群众的筹划者开散布消息说国王将会把他的皇家侍卫全部解散，并全体替换为爱国的国民卫队。一连串的争论在拉法耶特的士兵当中产生了极大的共鸣。
这两个广泛的目标与第三个目标的结合很大程度上符合革命者的想法，即国王和宫廷及议会必须移往巴黎与人民居住在一起。只有当外国士兵被驱逐，食品得到确实的保障，法国才算是被一位“与自己人在一起”的人所领导。该计划呼吁各个层面的群众予以支持，即使那些支持君主制的人们（多数是妇女）也感到这个带“好爸爸”回家的想法是个令人欣慰的好计划。对革命者来说，保留他们最近的立法及创造的宪法是至关重要的，由巴黎的改革者将国王锁定会提供最佳的环境来保障革命的成功。

## 围困王宫

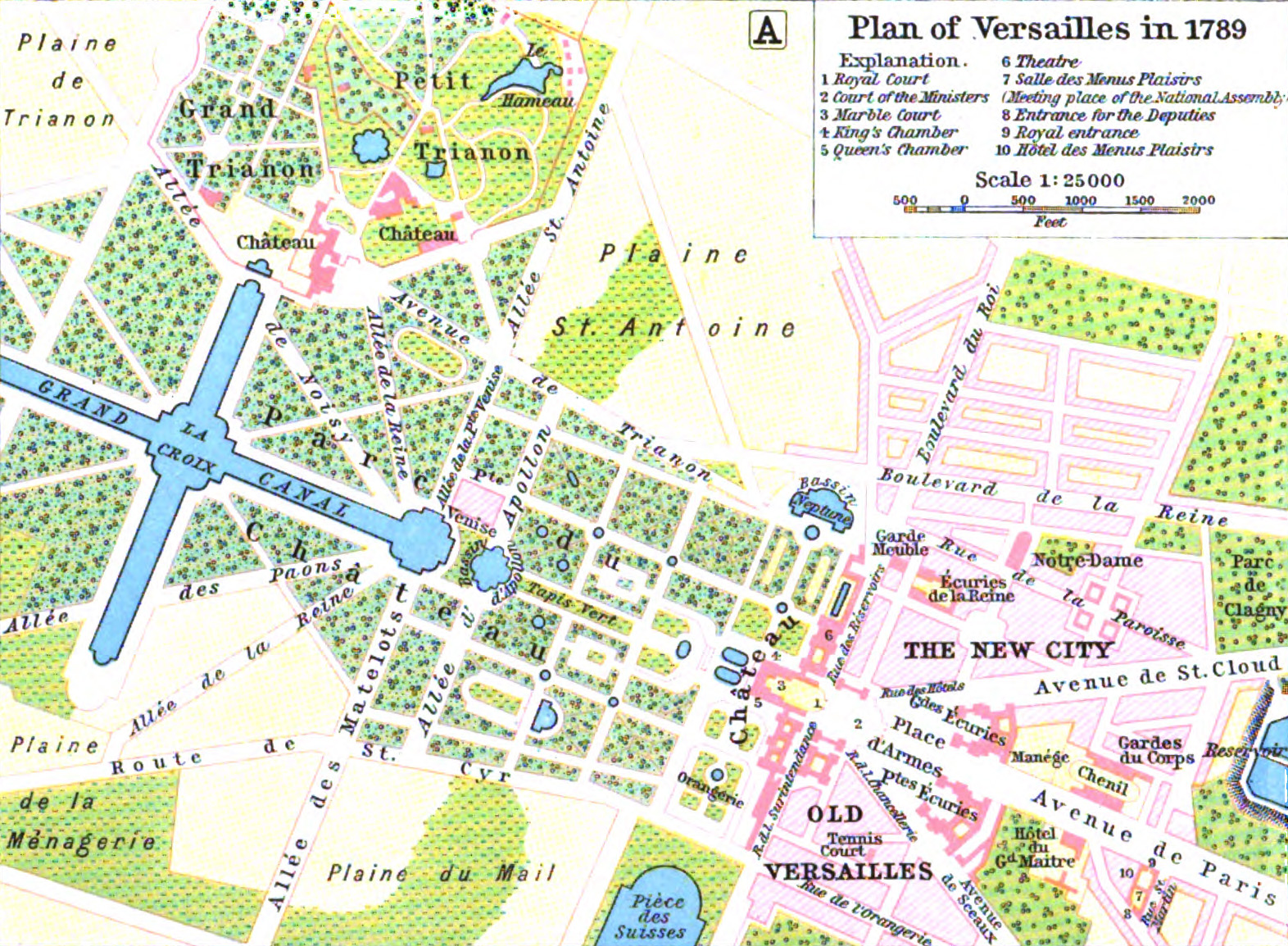
1789年凡尔赛地图

游行群众从巴黎行进到凡尔赛用了大约六个小时。在他们随手拿来的临时武器中，他们从巴黎市政厅拖来了几门大炮。他们热闹的、充满活力的招募了更多的跟随者（或受到感染而加入），在秋雨中如一股洪流涌出了巴黎。在他们模糊不清但激进的“粗人”俚语中，d他们满腔热情的谈论着要带国王回家。而王后玛丽·安托瓦内特在他们口中则变成了“贱货”和“婊子”这类的词语；许多人毫不避讳的说要让她死。

### 议会的占领
当群众最后达到凡尔赛的时候遇到了另一群从周边地区汇聚而来的人们。议会成员向群众致意并邀请马亚尔进入会议厅，马亚尔严辞谴责了佛兰德斯军团并诉说了人民需要面包。当他讲话的时候，不安的巴黎市民涌入了议会，并挤满了长椅。饥饿、疲乏及从雨中带来的满身泥污证明了群众的围困只是要求食物。未设防的代表别无选择只能接受游行人群。游行人群将大多数演讲者都喝倒彩赶了下去并要求听广受欢迎的改革派代表米拉波的演说。大演说家拒绝在兴奋上头的群众中演讲，但无碍他与市场妇女的交流，甚至有人坐在他的膝盖上。一些其他的议会代表也热烈欢迎游行者，包括马克西米利安·罗伯斯庇尔，那时他的政治主张还相对比较模糊。罗伯斯庇尔对妇女和她们所处的困境表示了强烈的支持与同情，而他的表态也获得了好感；他的游说极大帮助软化了群众对议会的敌意。

### 与国王谈判的代表
没有太多的选择，议会主席让-约瑟夫·穆尼耶陪伴市场妇女代表团前往觐见国王。 六名妇女被游行群众选出，护送进入国王的房间，她们向国王诉说群众遭到的困苦。国王做了答复，用他的“个人魅力“给妇女留下了深刻印象，一名妇女甚至当场昏倒。在简短但紧张的会见后，国王安排从皇家仓库中支付食物，并做了更多的口头承诺。一些群众感到他们的目标已经圆满达成。大雨再次在凡尔赛倾注，马亚尔和一小群市场妇女以胜利者的姿态返回了巴黎。 
然而多数群众并未感到慰藉。他们纷杂的站满了宫殿地面，并传言说妇女代表团被欺骗了——王后肯定会迫使国王不信守承诺。深感被危险包围的国王路易十六与他的顾问探讨当前的形势。在傍晚六点钟，国王做出了一个迟来的举动以平息持续上涨的暴乱的趋势：他宣布无条件接受八月法令及人权和公民权宣言。
在傍晚的晚些时候，拉法耶特的士兵的火炬亮光接近了巴黎的街道。拉法耶特立即离开他的军队并觐见国王，忠诚的宣布“我将誓死保卫国王陛下”外面，拉法耶特的士兵和游行者互相打听，一起度过了不安的夜晚。许多群众抨击拉法耶特是个叛徒，抱怨他阻止离开巴黎并拖慢游行。当晨曦升起的时候，士兵与妇女们结成同盟，群众的精力又恢复了，他们继续大声的喧闹着。

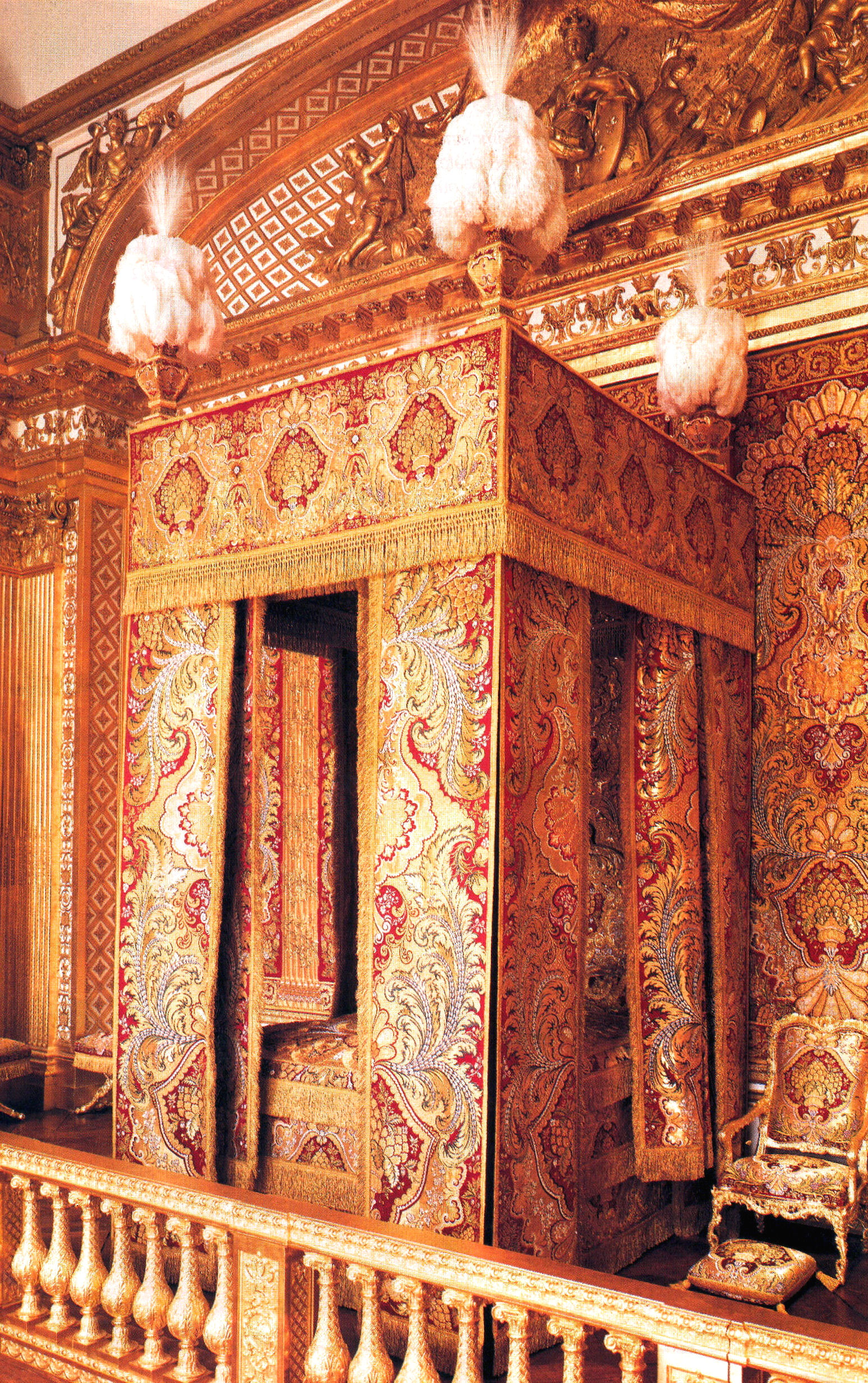
国王在凡尔赛宫的寝室

### 攻击王宫
早晨大约六点的时候，一些抗议者发现了一个王宫的小门没有护卫把守。他们从那里进入王宫，并快速的搜索王后的寝室。皇家士兵立即在王宫里关闭大门，隔离走廊及那些被侵入的区域，在大理石庭院（Cour de marbre），向入侵的群众开枪，杀死了一名年轻人。其余的人被激怒了，如潮水般的涌入。
有两名卫兵米奥芒德（Miomandre）和塔尔迪瓦（Tardivet）分别单独试图镇压民众但失败。e愤怒的民众将塔尔迪瓦的头扭了下来并挂在长矛上。在破坏声及尖叫声中，王后赤脚与侍女仓皇逃往国王的寝室，她们费了好大力气才把门锁上，将喧闹声隔离在外。她们与死神擦肩而过，差点没有及时从门口逃脱。
混乱持续中其他卫兵也被攻击，有更多的卫兵被打死并把他们的头挂在矛上。最后，狂暴的攻击有所减弱，使得拉法耶特的士兵和皇家侍卫可以沟通。这些部队有过合作的历史并且有军人互相尊重的理念。是拉法耶特使这种场面达成，他此前刚刚筋疲力竭的抓住几个小时休息。两队士兵在他富有魅力的调停下和解了，皇室得救了，脆弱的和平在王宫里得以建立。

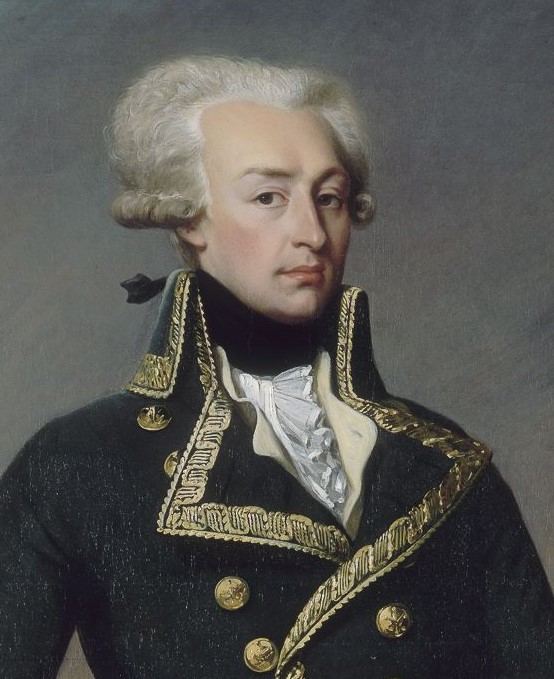
拉法耶特侯爵（1757年–1834年）

### 拉法耶特的调停
尽管斗殴已经停止，两队军人清理干净了王宫，但是外面群众仍然到处都是。对王室有救命之恩的拉法耶特劝说国王应该对民众发布讲话。当这两人走到阳台上时，有人意外的喊道：“国王万岁！”（Vive le Roi!）稍有安心的国王简短的传达了他返回巴黎的意愿，并说这是“出于对我的高尚和忠诚的子民的爱”。民众欢呼，拉法耶特把一个三色帽章别到离国王最近的侍卫的帽子上更加激起了民众的喝彩。

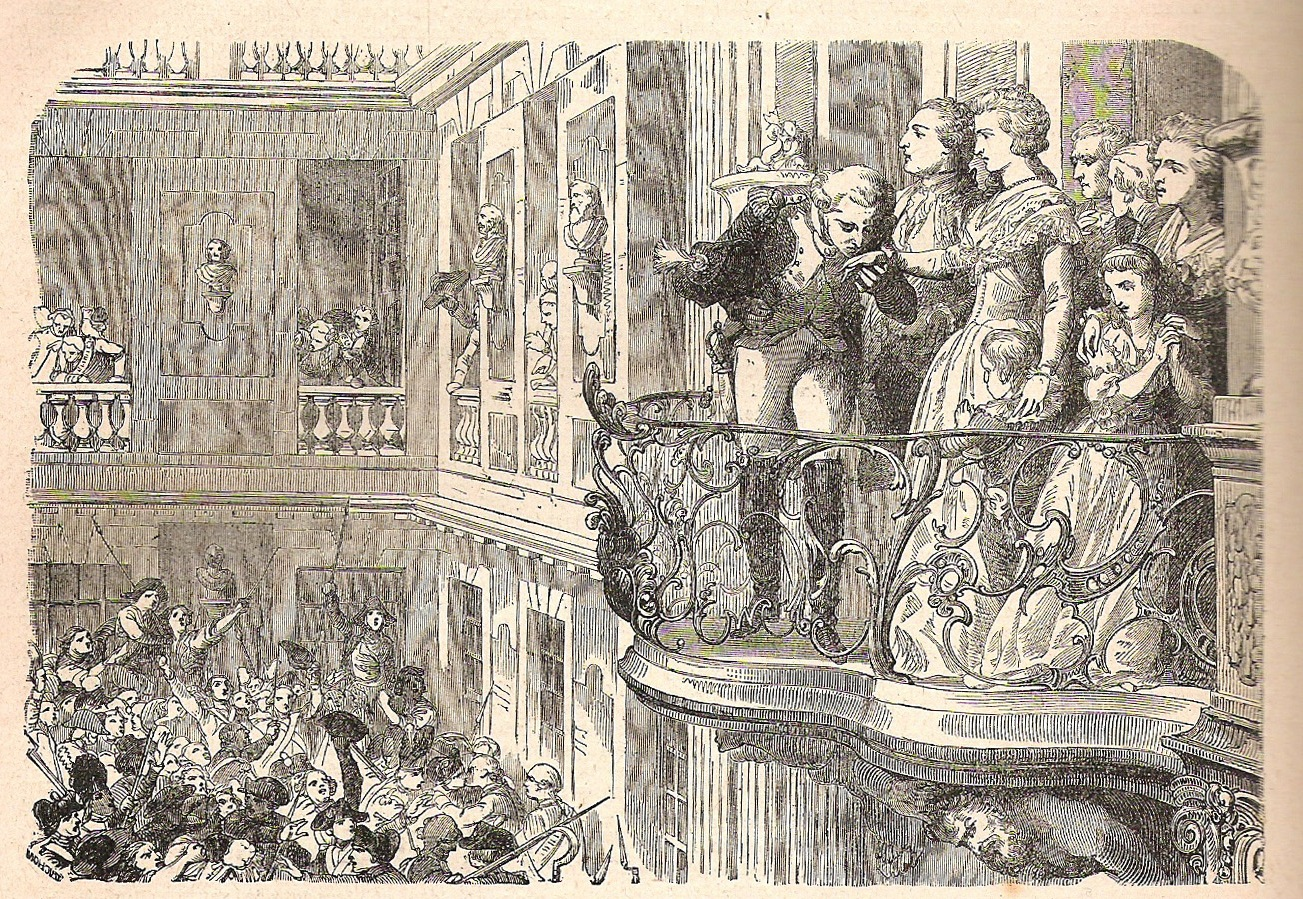
拉法耶特和玛丽·安托瓦内特在阳台上

国王离开后，狂喜的群众也要求王后也像国王那样接见，并大声要求王后出现。拉法耶特引领王后到同一个阳台上，同时由她的小儿子和女儿陪伴。对孩子恶言相向的人被带走了，这似乎就要上演一场弑君惨剧了。然而，当王后站在那里，毫无设防并平静的将双手交叉于胸前，群众——一些甚至刚才用步枪对准她的方向的人——都被她的勇气所感染。瞅准这个形势可能不太继续恶化的机会，拉法耶特恭敬的跪下并对王后行吻手礼，在这个引人注目的时刻以他超凡的判断力将群众的狂怒巧妙的排解掉了。示威者以缄默回以敬意，随后许多人欢呼了起来：“王后万岁！”（Vive la Reine!），王后随即离开。
游行令人惊异向好的方向转变化令形势化险为夷。但是许多观察到阳台情形的人认为那只不过是没有得到长时间共鸣的闹剧。然而王室的出现还是让他们感到高兴，群众坚持要求国王应该同他们一起返回巴黎。

### 返回巴黎
1789年10月6日下午一点左右，大队人群陪着国王及补足的一百名代表返回首都。这次由国民卫队开道护送。目前群众数量已经增长到超过六万人，回程花了大概九个小时。游行队伍看起来很欢乐，士兵将大块面包挂在他们的刺刀上，一些市场妇女高兴的骑在缴获的大炮上。然而就算群众风趣的歌唱着他们的“好爸爸”，他们内心的暴力性也不能因此被误读；欢庆的枪声从皇家马车上飞过，一些游行者甚至还拿着挂着凡尔赛遇害士兵的头的长矛。游行是一副战胜了旧制度的场面，现在所有人都明白国王只能完全为人民效劳了。

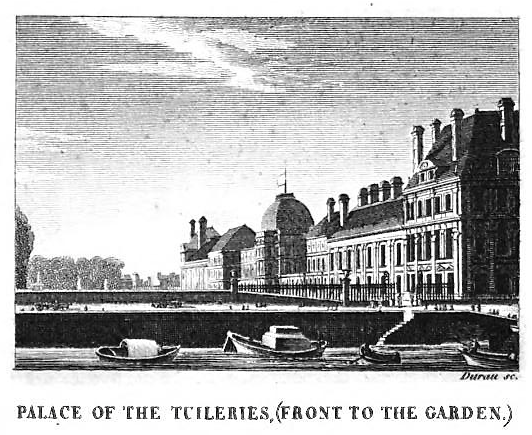
杜伊勒里宫，位于城市深处，塞纳河畔，对皇室来说是一处黑暗和不舒适的住处

没人知道对国王来说这是否发自内心。在抵达自路易十四时代起就被荒废的杜伊勒里宫后，人们要求国王下令时，他异常缺乏自信的回答，“每个人都去自己愿意去的地方吧！”然后他愠怒及辛酸的要求从图书馆借来一本废黜查理一世的历史书来看。

## 后果
剩余的国民制宪议会成员跟随国王在随后的两个星期内到了他们在巴黎的新总部。他们很快就居于离杜伊勒里宫近几步之遥的前骑术学校训马大厅。然而，有五十六名保皇派代表不愿和他们一起，因为他们坚信在首都的群众将会把他们置于危险之中。就这样，十月事件有效的把议会中倾向倾向君主制的代表的权利予以剥离。他们中的大部分代表从此离开了政治舞台，许多人，如穆尼耶，都离开了法国。
相反，罗伯斯庇尔为游行富有激情的辩护很大的提升了他的公众形象。这个事件使他在“粗人”中获得了持久的英雄形象，他的穷人的保护人的形象使他广受赞誉。他后来成为法国大革命的事实独裁者很大程度上受惠于他在占领议会的时候的行为。
拉法耶特尽管在起初曾经宣布他对皇家的忠诚，也发现他把自己放到离国王太近的位置上了。随着大革命的发展，他被激进的领导追捕以致流亡。马亚尔以胜利者的姿态返回巴黎成为了永恒的本土英雄。他后来还参与了其他事件，但是在1794年他被病魔击倒了，辞世时仅三十一岁。对巴黎妇女来说，游行成为令人崇拜的革命经典。人们热烈庆祝“国家的母亲”返回，此后她们的成功都被后面几年的巴黎政府所称颂。
巴黎市长让·西尔万·巴伊为国王路易十六返回巴黎举行了恭敬的官方欢迎仪式。一些人直到革命结束都在吹捧国王的归来是大革命的重大转折点。一些乐观的观察人士如卡米耶·德穆兰宣称法国将会拥有重新恢复生机的公民和受爱戴的君主立宪制，进入一个新的黄金时代。其他人则持审慎态度，如记者让-保罗·马拉写道：
国王返回巴黎与高尚的巴黎人民再次在一起成了欢乐的源泉。他的出现会很快会促成一些工作来改善境况，穷人不再会被饿死。但是如果我们不能确保王室留在我们中间直到宪法被各方所批准，这种欢乐将会如梦一样转瞬即逝。《人民之友》分享了亲爱的公民的欢乐，但会保持时时的警惕。——L'Ami du Peuple #7 (1789)
将近耗时整整两年，法国第一部宪法于1791年9月3日签署，它的诞生是由于其他轰动的事件而引发。游行后，国王路易十六试图以他受限的权力参与工作，但几乎未获支持。他和其他的皇室成员事实上成了杜伊勒里宫里的囚犯。绝望中，他于1791年6月试图逃往维也纳。在与皇家卫兵一起出逃后，国王再次被公民和国民卫队抓住并拖回了巴黎。国王被迫屈尊接受了宪法，宪法剥夺了国王的王权，比以往公布的内容更甚。国王的命运最终跌宕止于1793年的断头台上。

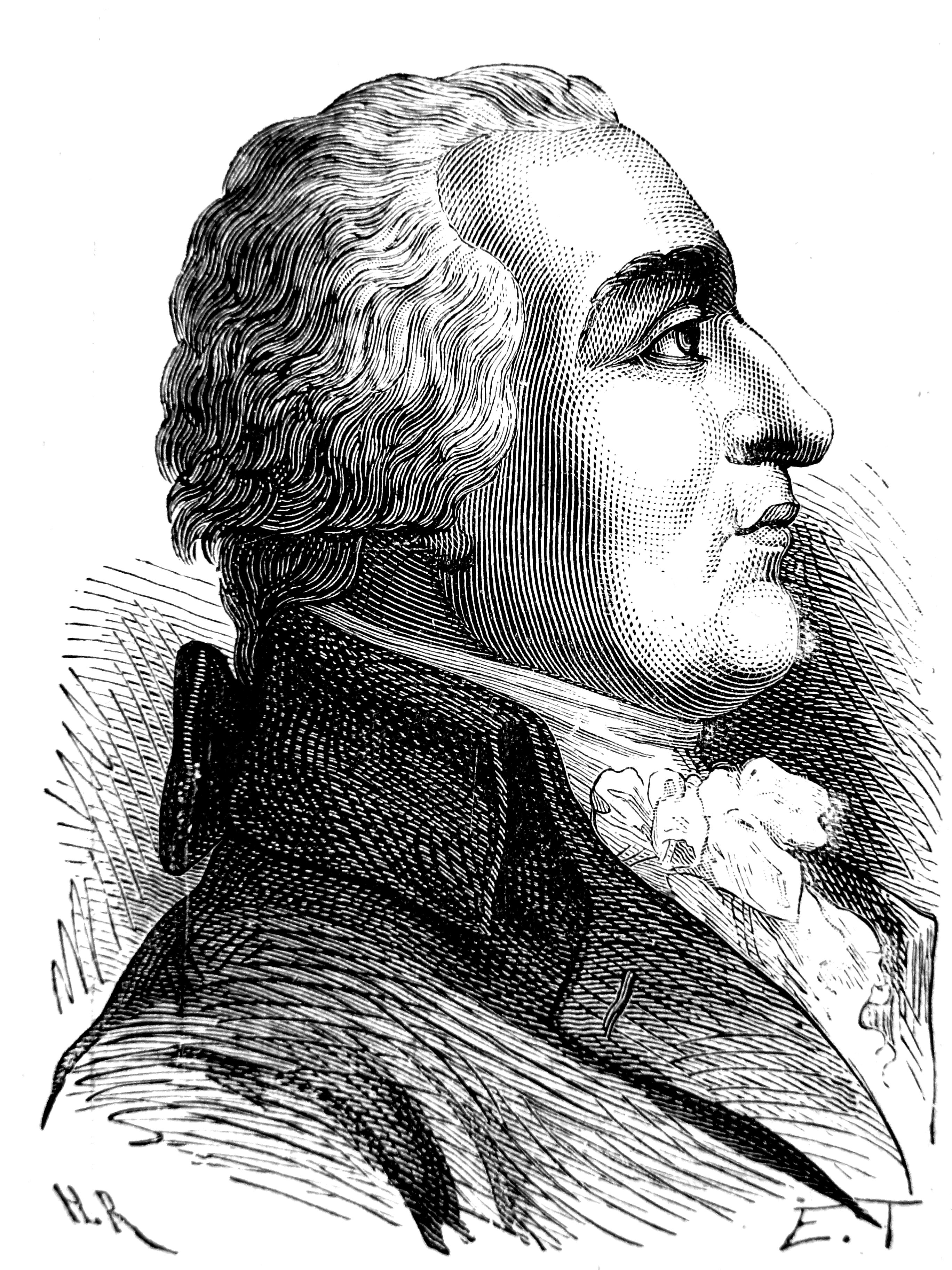
奥尔良公爵路易·菲利普二世（1747年–1793年）

### 奥尔良派阴谋论
当妇女游行进行的时候，就有怀疑的眼光注视着奥尔良公爵路易·菲利普二世，看他会对游行做出何种反应。路易·菲利普二世是国王路易十六的堂叔，积极支持君主立宪制，而且他自认有资格在这样的制度下当国王也是公开的秘密。尽管大量关于他在与十月游行有关的行动的断言未被证明，但长久以来人们一直视他为一位游行的重要煽动者。公爵现在以代表的身份在议会中出现，同时代的人描述他在围困的时候面带热情的笑容与反对者走在一起；许多人甚至还高呼诸如“这是我们的国王！奥尔良国王万岁！”之类的话向他致意。许多学者确信奥尔良公爵花钱雇人在暗中煽动集市上的不满情绪，利用妇女要求面包的游行迫使国王返回巴黎。还有人提议他以某种方式与当时议会中最有权势的米拉波协调利用游行推进制宪时间表。还有一些人竟然断言群众是由奥尔良派的一些重要人物如安托万·巴纳夫、皮埃尔·肖代洛·德拉克洛及艾吉永公爵阿尔芒所引导，他们穿妇女的衣服乔装打扮混在“粗人”里。然而最重要的历史记录都将公爵有关描述为辅助性的，机会主义行为既不能发起十月事件也不能阻止它。f对公爵是否同谋也做了调查，但是未获证实。但是层层疑云依然使得国王以一个外交使命的理由将其支出法国。他于第二年夏天返回法国，恢复了他在议会中的地位，同时与米拉波一起被免除了在游行中的任何不当行为的罪责。随着大革命朝恐怖统治方向发展，公爵的皇家血统及贪婪成在激进领导人心中被视为有罪，最后他于1793年11月被处死。

## 遗存的影响
凡尔赛妇女大游行是法国大革命中的标志性事件，其影响可与攻占巴士底狱等量齐观。对于后继者，游行树立了一个鼓舞人心的典型，是群众运动力量的象征。议会席位的占领为未来创造了一个模板，预示着人民政治将会频繁的影响随后的巴黎政府。但是简单粗暴的、决定性的入侵王宫本身意义非常重大，攻袭消除了君主制不可战胜的光环。这标志这国王抵抗改革浪潮的结束，他再也没有公开做出阻止革命的努力。正如一位历史学家指出的那样，凡尔赛妇女大游行是“对皇权的巨大打击，从此再未恢复”。

### 引用
1. ↑  Hibbert, p. 96.
2. ↑  Lefebvre, pp.129–130.
3. ↑  Rose, pp. 43ff.
4. ↑  Kropotkin, p. 154.
5. 1 2 3 4 5 6  Doyle, p. 121.
6. 1 2  Kropotkin, p. 152.
7. 1 2  Doyle, p. 120.
8. ↑  Lefebvre, p. 127.
9. ↑  Furet & Ozouf, p. 126.
10. 1 2  Morris, p. 242.
11. ↑  Doyle, pp. 120–121.
12. 1 2 3  Lefebvre, p. 128.
13. 1 2  Schama, p. 459.
14. ↑  Hibbert, p. 97.
15. 1 2  Schama, p. 460.
16. 1 2 3 4  Schama, p.461.
17. 1 2 3 4 5  Soboul, p. 156.
18. ↑  Carlyle, p. 258.
19. ↑  Carlyle, pp. 249–251.
20. ↑  Carlyle, p. 252.
21. ↑  Schama, pp. 461–462.
22. ↑  Schama, p. 462.
23. 1 2 3 4  Kropotkin, p. 156.
24. 1 2  Soboul, p. 155.
25. ↑  Kropotkin, p. 153.
26. ↑  Soboul, pp.154–155.
27. 1 2  Schama, pp. 456–457.
28. ↑  Kropotkin, p.155.
29. ↑  Schama, p. 462.
30. ↑  Hibbert, p. 98.
31. 1 2  Hibbert, p. 99.
32. 1 2  Scurr, p. 93.
33. ↑  Carlyle pp. 257–258.
34. 1 2 3  Schama, p. 465.
35. 1 2  Lefebvre, p. 133.
36. ↑  Hibbert, p.100.
37. 1 2  Hibbert, p. 101.
38. ↑  Schama, p. 466.
39. ↑  Hibbert, p. 102.
40. ↑  Carlyle, p.267.
41. 1 2 3  Carlyle, p. 272.
42. 1 2 3  Schama, p.467.
43. 1 2  Carlyle, p. 273.
44. ↑  Schama, pp.467–468.
45. ↑  Carlyle, p. 276.
46. 1 2  Schama, p. 468.
47. ↑  Doyle, p. 122.
48. ↑  Morris, p. 243.
49. 1 2 3  Kropotkin, p. 157.
50. ↑  Hibbert, p. 105.
51. 1 2 3  Rose, p. 48.
52. 1 2 3 4  Soboul, p. 157.
53. ↑  Sorel, p. 54.
54. ↑  Stephens, p. 358.
55. ↑  Doyle, pp. 123ff.
56. ↑  Hibbert, pp.97–98.
57. ↑  Hibbert, p. 102.
58. ↑  Hibbert, p. 97.
59. ↑  Lefebvre, p. 132.
60. ↑  Webster, p. 135.
61. ↑  Doyle, p.253.
62. ↑  Wright, pp. 58–59.
63. ↑  Dawson, pp. 33ff.
64. ↑  Doyle, p. 123.

## 扩展阅读
- Kennedy, Emmet. . USA: Yale University Press. 1989. ISBN 0300044267.
- Michelet, Jules. . Bradbury & Evans. 1833. OCLC 1549716.
- Stephens, Henry Morse. . New York: Charles Scribner's Sons. 1891  [2011-05-25]. OCLC 504617986. （原始内容存档于2016-05-13）.